# Coververze
Coververze (počeštěnou výslovností [kavrverze], nebo jenom cover [kavr], dle Internetové jazykové příručky lze i odděleně, tedy cover verze) je nová verze již dříve nahrané skladby.

## Definice
Termín coververze byl původně míněn jako konkurenční (tedy „překrývající“, z angl. cover „krýt“) verze nějaké známé skladby. Do poloviny 20. století bylo v rádiích běžnou praxí, že si někteří umělci v hitparádách navzájem konkurovali vlastní verzí toho samého hitu, který zněl často úplně jinak, shodoval se jen text a melodický základ.
Coververze se může ve své době (nebo i do budoucna) stát populárnějši než její předloha. Někdy se dokonce stane, že původní verze postupem času zapadne a oproti své coververzi je prakticky neznámá. O oblíbenosti (nebo alespoň soudobé významnosti) předlohy ale svědčí už sám fakt, že k ní coververze vůbec vznikla.

## Podmínky a důvody vzniku
Než se díky technickému rozvoji stalo standardem hudbu nahrávat a reprodukovat, prováděly se hudební skladby jen živě z partitur anebo zpaměti. Každé provedení tak vlastně bylo více či méně originální a záviselo na složení a úrovni ansámblu, pojetí dirigenta a podobně. Pojem coververze získal smysl až s rozšířením rozhlasu a zvukových nosičů, které publikovaly jedno konkrétní „kanonické“ provedení skladby (zpravidla od původního interpreta), které se stalo obecně známým (populárním) a k němuž se další verze vztahovaly. 
Nahrávky vždy vznikají v interpretaci soudobých umělců, poetika prezentace je daná jejich originálním projevem a pochopením tématu. Změnami hudebních vlivů, seskupení členů hudebních formací či generací muzikantů se mění pohled na původní prezentaci skladeb. Někteří umělci cítí potřebu vylepšit či jinak (po svém) prezentovat osvědčená díla, případně upozornit na některé nadčasové myšlenky, či hudební kvality starších skladeb – např. množství verzí skladby Knockin' on Heaven's Door a dalších písní Boba Dylana (který sám začínal kariéru svými úpravami amerických lidovek a pseudolidovek), píseň „V dolinách“ od Karola Duchoně v podání skupiny Desmod atd.
Jiné covery vznikají z potřeby populárních umělců prezentovat hudební nápady z repertoáru nezávislých interpretů klubových scén či potřeby prezentace svých hudebních vzorů (např. Duran Duran tak natočili celé album s příznačným názvem Thank You).

## České coververze cizojazyčných písní
Množství coverů známých skladeb tvořilo repertoár zpěváků v Československu konce 60. let a hlavně 70. let. V tomto období bylo běžnou praxí přetextování původních verzí skladeb zahraničních umělců českými (nebo slovenskými) textaři. Jejich tvůrčí přístup byl různý – někdy šlo o dosti věrný překlad (přebásnění) původního textu, jindy byla preferována fonetická podobnost (např. Gottova Mám styl Čendy podle I'm Still Standing Eltona Johna), některé coververze neměly s původním textem společného v podstatě nic.
Vzhledem k normalizačnímu potírání západní kultury a angličtiny šlo často o jedinou možnost, jak domácímu publiku představit soudobé angloamerické hity. Posluchači za „železnou oponou“, kteří v té době neměli přístup k originálním skladbám, často ani nevěděli, že jde o coververze, a považovali písně za původní tvorbu. 
V 90. letech se staly poměrně úspěšné parodující coververze, např. dua Těžkej Pokondr, jejichž tvorba je založená výhradně na coververzích, či Šmoulů (autor Lou Fanánek Hagen).